# Joseph Augustin Hagendorens
Joseph Augustin Hagendorens CP (* 15. April 1894 in Mariekerke, Belgien; † 20. April 1976) war ein belgischer Ordensgeistlicher und römisch-katholischer Bischof von Tshumbe.

## Leben
Joseph Augustin Hagendorens trat der Ordensgemeinschaft der Passionisten bei und empfing am 2. Januar 1921 das Sakrament der Priesterweihe. Am 28. Juli 1936 bestellte ihn Papst Pius XI. zum ersten Apostolischen Präfekten von Tshumbe.
Am 23. März 1947 wurde Joseph Augustin Hagendorens infolge der Erhebung der Apostolischen Präfektur Tshumbe zum Apostolischen Vikariat erster Apostolischer Vikar von Tshumbe und Pius XII. ernannte ihn zum Titularbischof von Caffa. Der Bischof von Brügge, Henricus Lamiroy, spendete ihm am 1. Mai desselben Jahres die Bischofsweihe; Mitkonsekratoren waren der Apostolische Vikar von Lisala, François Van den Berghe CICM, und der Apostolische Vikar von Niangara, Robert Constant Lagae OP.
Joseph Augustin Hagendorens wurde am 10. November 1959 infolge der Erhebung des Apostolischen Vikariats Tshumbe zum Bistum erster Bischof von Tshumbe. Am 9. April 1968 nahm Papst Paul VI. das von Hagendorens vorgebrachte Rücktrittsgesuch an und bestellte ihn zum Titularbischof von Sicca Veneria.
Hagendorens nahm an der ersten, zweiten und vierten Sitzungsperiode des Zweiten Vatikanischen Konzils teil.